# 타운하우스 스튜디오
타운하우스 스튜디오(영어: Townhouse Studios) 또는 타운 하우스(영어: The Town House)는 런던 셰퍼즈부시에 위치해 있었던 음악 스튜디오로 1978년 버진 레코드의 리처드 브랜슨의 지시 하에 만들어졌다. 이후 소유가 여러 번 바뀌다가 2008년에 사라졌다.
엘튼 존, 퀸, 필 콜린스, 필립 베일리, 더 잼, 아시아, 브라이언 페리, 콜드플레이, 뮤즈, 듀란 듀란, 자미로콰이, 오아시스, XTC, 로비 윌리엄스, 피터 가브리엘, 조앤 아머트레이딩 등이 타운하우스에서 녹음을 하였다. "스톤 룸"이라고 불리던 제2 녹음실은 프로듀서 휴 패덤이 필 콜린스의 〈In the Air Tonight〉의 드럼을 녹음하여 1980년대 드럼 사운드를 녹음하던 곳으로 유명하였다.